# 大坪久子
大坪 久子（おおつぼ ひさこ、1950年 - ）は、日本の英語教師。LEGO® SERIOUS PLAY® Facilitator。

## 人物
1950年　佐賀県に生まれる。
1974年　西南学院大学を卒業(英語学士)。福岡県水質研究施設の技術翻訳者となる。
1985年　佐賀県にて高等学校教諭となる。
1998年　文部省海外研究奨学金を授与されミネソタ大学で学ぶ。
2016年　佐賀大学にて教育学修士を取得。昭和女子大学大学院文学博士後期課程言語学専攻に入学する。Lego Serious Play Facilitatorの資格を取得し、シンガポールやデンマークでワークショップを開催する。日本音声学会より奨励賞を授与される。
| スタブアイコン | サブスタブ | この項目は、まだ閲覧者の調べものの参照としては役立たない、人物に関連した書きかけの項目です。この項目を加筆・訂正などしてくださる協力者を求めています（P:人物伝/PJ:人物伝）。 |